# 日本電子機器補修協会
一般社団法人日本電子機器補修協会（にほんでんしききほしゅうきょうかい）は、パソコンのリユース事業を行っている一般社団法人である。
略称はJEMTC（ジェムテク）である。

## 主な業務
- 大企業や官公庁で払い下げになった中古パソコンの販売
- 中古パソコンを販売するための有償譲渡会の主催[注 1]

## 沿革
- 2016年3月：一般社団法人日本電子機器補修協会（JEMTC）を設立登記

## 製品

### JMbook（ジェムブック）
日本電子機器補修協会はこれまで数万台に及ぶ、国内外あらゆるメーカーのPCを補修してきた。その経験と実績を活かし「壊れにくいPC」を自社開発し誕生した。
年表
- 2017年6月 - 協会独自で開発した新世代のPC「JMbook」第一機種を発売開始。
- 2018年12月 - 新型「JMbook」発売開始。限定生産1000台だった。

歴代モデル一覧
- JMbook AN5[2]
- JMbook JMBK001V[3]
- JMbook JEMTC-004[4]
- JMbook JEMTC-005[5]